# Dipol

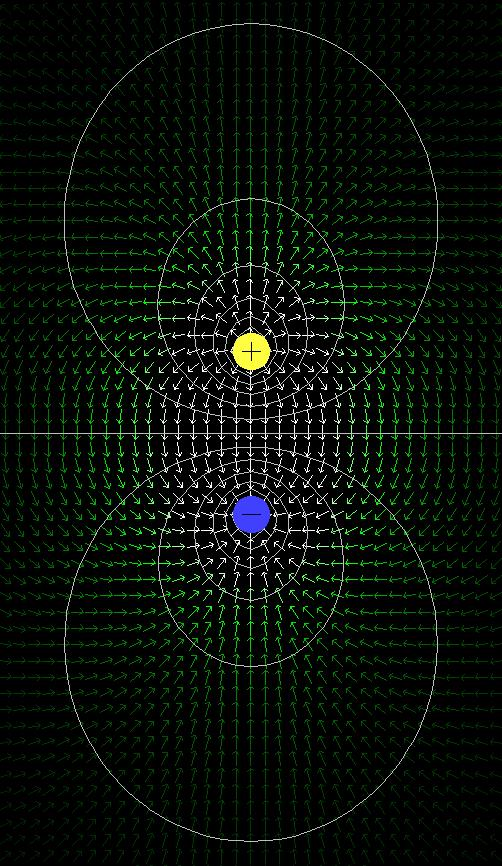
Dipol elektryczny (strzałki wskazują kierunek natężenia pola, a linie to powierzchnie ekwipotencjalne)

Pole magnetyczne Ziemi. S i N oznaczają bieguny pola magnetycznego (umieszczone odwrotnie niż przyjmuje się w geografii)

Dipol (gr. dipolos, dwa bieguny) – układ dwóch różnoimiennych ładunków elektrycznych lub biegunów magnetycznych, wytwarzający pole dipolowe. Można go scharakteryzować wektorem zwanym momentem dipolowym. Odmiany:
- dipol elektryczny – układ dwóch różnoimiennych ładunków elektrycznych q, umieszczonych w pewnej odległości l od siebie[1]. Linia przechodząca przez oba ładunki nazywa się osią dipola; tego rodzaju dipole wykazują elektryczny moment dipolowy.
- dipol magnetyczny – układ wytwarzający pole magnetyczne, które cechuje magnetyczny moment dipolowy, na przykład magnes trwały, pętla z prądem[2] lub solenoid. Wszystkie skończone źródła pola magnetycznego są dipolami.
- dipol w płaskim przepływie cieczy doskonałej – układ źródła i upustu o jednakowych natężeniach przepływu, gdy odległość między nimi dąży do zera, potencjał zespolony jest {\displaystyle w(z)=-{\frac {M}{2\pi }}\cdot {\frac {1}{z}}.} Wprowadzony przez analogię pola przepływu cieczy do pola magnetycznego.
- antena dipolowa – antena w kształcie dwóch ramion, niepołączonych z sobą (dipol prosty) lub złączonych końcami (dipol pętlowy). Typowymi dipolami są dachowe odbiorcze anteny radiowo-telewizyjne.

Dipolowe pole magnetyczne magnesu sztabkowego